# Euzet
Euzet est une commune française située dans le centre du département du Gard, en région Occitanie.
Exposée à un climat méditerranéen, elle est drainée par le ruisseau de la Candouillère, le ruisseau des Troubadours et par deux autres cours d'eau. La commune possède un patrimoine naturel remarquable composé d'une zone naturelle d'intérêt écologique, faunistique et floristique.
Euzet est une commune rurale qui compte 521 habitants en décembre 2024, après avoir connu une forte hausse de la population depuis 1975. Elle fait partie de l'aire d'attraction de Nîmes. Ses habitants sont appelés les Euzétiennes et Euzétiens.
Le nom officiel de la commune, tel que répertorié dans le Code officiel géographique de l'Insee, est Euzet. Toutefois, localement, il est fait usage du nom d'Euzet-les-Bains en raison du passé thermal du lieu. Cependant, cette dénomination ne présente aucun caractère officiel en l'absence de décret en Conseil d'État venant avaliser cette appellation.

## Géographie

### Localisation
La commune est située sur la RD981, à presque mi-chemin entre Alès et Uzès.
|                          | Saint-Just-et-Vacquières |       |
| Saint-Hippolyte-de-Caton | Euzet                    | Baron |
|                          | Saint-Jean-de-Ceyrargues |       |

### Climat
Pour des articles plus généraux, voir Climat de l'Occitanie et Climat du Gard.
En 2010, le climat de la commune est de type climat méditerranéen franc, selon une étude s'appuyant sur une série de données couvrant la période 1971-2000. En 2020, Météo-France publie une typologie des climats de la France métropolitaine dans laquelle la commune est exposée à un climat méditerranéen et est dans la région climatique Provence, Languedoc-Roussillon, caractérisée par une pluviométrie faible en été, un très bon ensoleillement (2 600 h/an), un été chaud (21,5 °C), un air très sec en été, sec en toutes saisons, des vents forts (fréquence de 40 à 50 % de vents > 5 m/s) et peu de brouillards.
Pour la période 1971-2000, la température annuelle moyenne est de 13,2 °C, avec une amplitude thermique annuelle de 17,6 °C. Le cumul annuel moyen de précipitations est de 949 mm, avec 6,7 jours de précipitations en janvier et 3,5 jours en juillet. Pour la période 1991-2020, la température moyenne annuelle observée sur la station météorologique la plus proche, située sur la commune de Brouzet-lès-Alès à 7 km à vol d'oiseau, est de 13,5 °C et le cumul annuel moyen de précipitations est de 923,9 mm,. Pour l'avenir, les paramètres climatiques de la commune estimés pour 2050 selon différents scénarios d’émission de gaz à effet de serre sont consultables sur un site dédié publié par Météo-France en novembre 2022.

### Milieux naturels et biodiversité

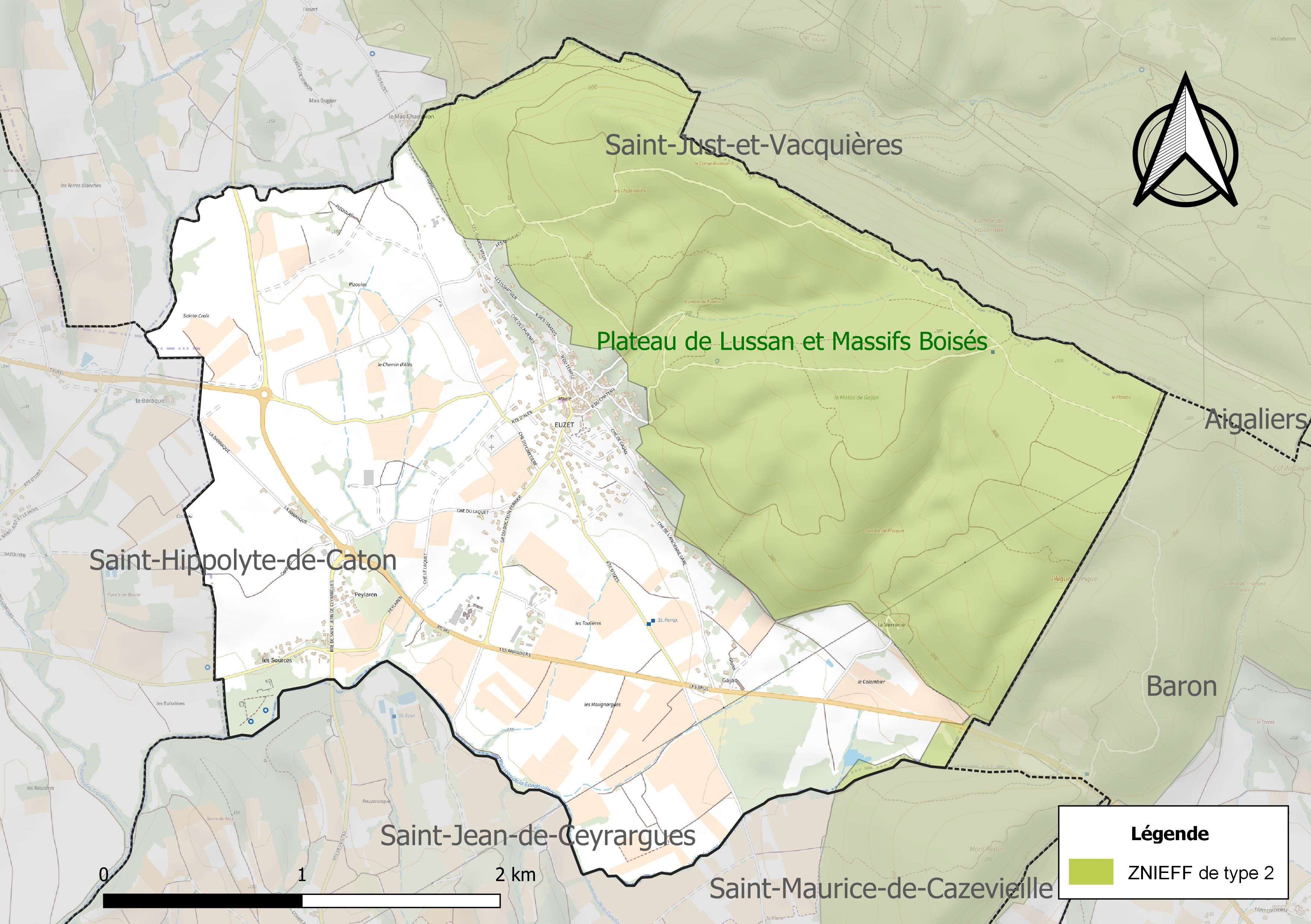
Carte de la ZNIEFF de type 2 localisée sur la commune.

L’inventaire des zones naturelles d'intérêt écologique, faunistique et floristique (ZNIEFF) a pour objectif de réaliser une couverture des zones les plus intéressantes sur le plan écologique, essentiellement dans la perspective d’améliorer la connaissance du patrimoine naturel national et de fournir aux différents décideurs un outil d’aide à la prise en compte de l’environnement dans l’aménagement du territoire.
Une ZNIEFF de type 2 est recensée sur la commune :
le « plateau de Lussan et Massifs Boisés » (37 159 ha), couvrant 40 communes du département.

## Urbanisme

### Typologie
Au 1er janvier 2024, Euzet est catégorisée commune rurale à habitat dispersé, selon la nouvelle grille communale de densité à sept niveaux définie par l'Insee en 2022.
Elle est située hors unité urbaine. Par ailleurs la commune fait partie de l'aire d'attraction de Nîmes, dont elle est une commune de la couronne,. Cette aire, qui regroupe 92 communes, est catégorisée dans les aires de 200 000 à moins de 700 000 habitants,.

### Occupation des sols
L'occupation des sols de la commune, telle qu'elle ressort de la base de données européenne d’occupation biophysique des sols Corine Land Cover (CLC), est marquée par l'importance des territoires agricoles (50,2 % en 2018), en diminution par rapport à 1990 (53,6 %). La répartition détaillée en 2018 est la suivante : 
forêts (44 %), cultures permanentes (28,2 %), zones agricoles hétérogènes (16,2 %), prairies (5,8 %), zones urbanisées (5,2 %), milieux à végétation arbustive et/ou herbacée (0,7 %). L'évolution de l’occupation des sols de la commune et de ses infrastructures peut être observée sur les différentes représentations cartographiques du territoire : la carte de Cassini (XVIIIe siècle), la carte d'état-major (1820-1866) et les cartes ou photos aériennes de l'IGN pour la période actuelle (1950 à aujourd'hui).

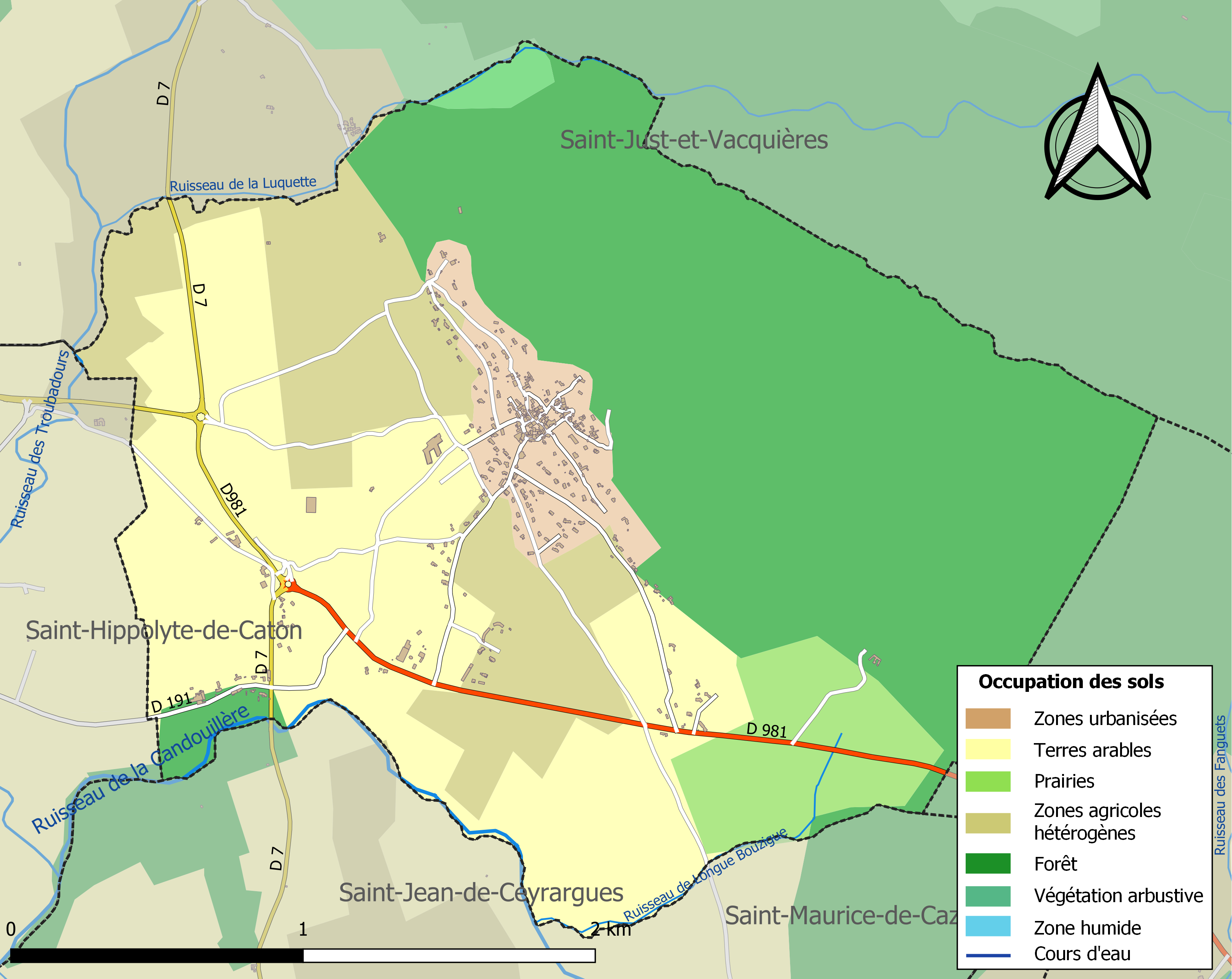
Carte des infrastructures et de l'occupation des sols de la commune en 2018 (CLC).

### Risques majeurs
Le territoire de la commune d'Euzet est vulnérable à différents aléas naturels : météorologiques (tempête, orage, neige, grand froid, canicule ou sécheresse), inondations, feux de forêts et séisme (sismicité faible). Un site publié par le BRGM permet d'évaluer simplement et rapidement les risques d'un bien localisé soit par son adresse soit par le numéro de sa parcelle.
Certaines parties du territoire communal sont susceptibles d’être affectées par le risque d’inondation par débordement de cours d'eau, notamment le ruisseau de la Candouillère. La commune a été reconnue en état de catastrophe naturelle au titre des dommages causés par les inondations et coulées de boue survenues en 1982, 1987, 1992, 1993, 2001 et 2002,.

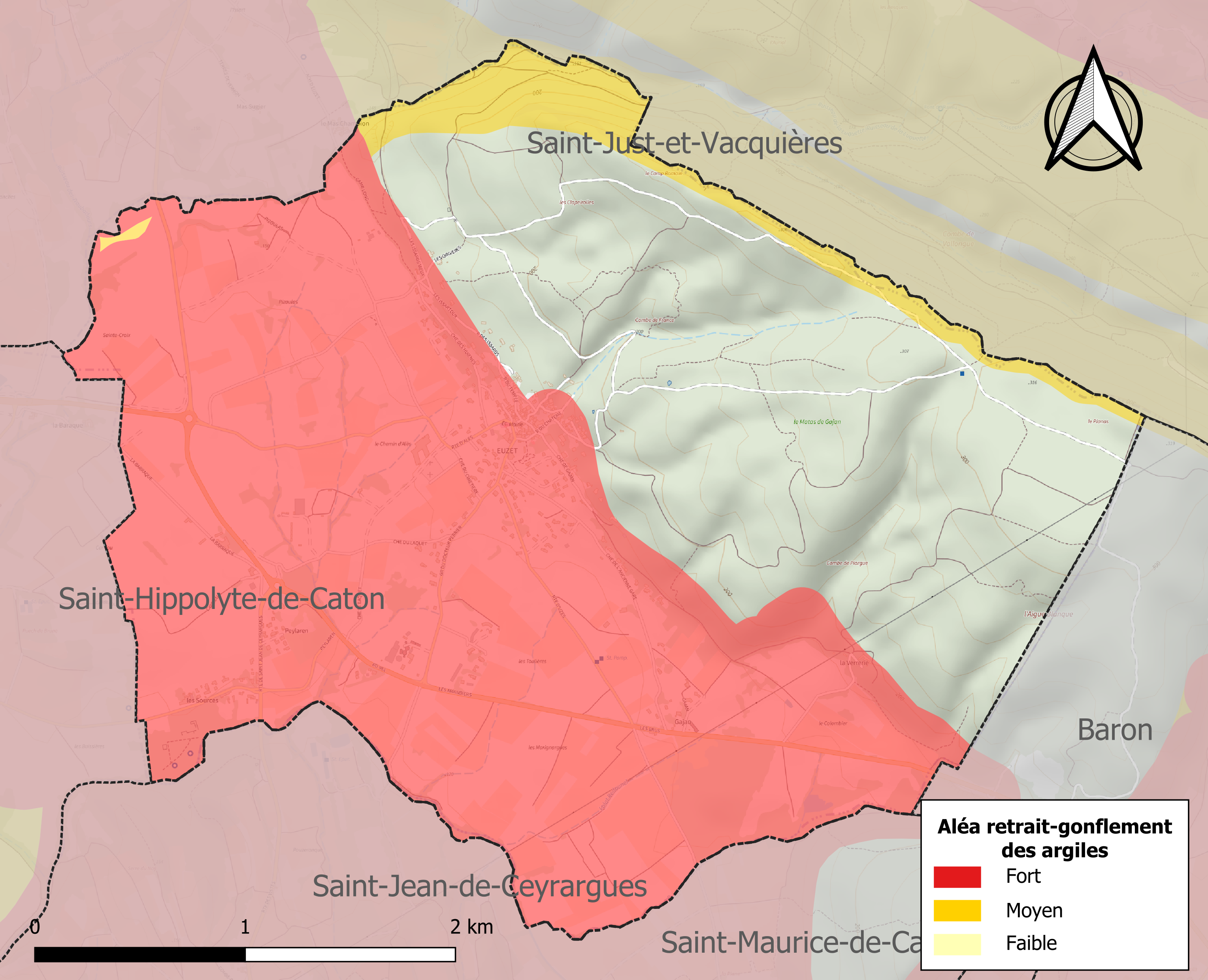
Carte des zones d'aléa retrait-gonflement des sols argileux d'Euzet.

Le retrait-gonflement des sols argileux est susceptible d'engendrer des dommages importants aux bâtiments en cas d’alternance de périodes de sécheresse et de pluie. 62,9 % de la superficie communale est en aléa moyen ou fort (67,5 % au niveau départemental et 48,5 % au niveau national). Sur les 231 bâtiments dénombrés sur la commune en 2019, 214 sont en aléa moyen ou fort, soit 93 %, à comparer aux 90 % au niveau départemental et 54 % au niveau national. Une cartographie de l'exposition du territoire national au retrait gonflement des sols argileux est disponible sur le site du BRGM,.
Par ailleurs, afin de mieux appréhender le risque d’affaissement de terrain, l'inventaire national des cavités souterraines permet de localiser celles situées sur la commune.

## Toponymie
Occitan Euset, du roman Euset, bas latin Heusetum, du collectif latin ilicetum : bois d'yeuses.

## Histoire

### Moyen Âge
Le dénombrement de la sénéchaussée de 1384 mentionne le nom de Heusetum.

### Époque moderne
Au XVIIIe siècle, Jean Cavalier, chef des Camisards, utilise les grottes d’Euzet comme refuge et infirmerie pour ses troupes. Il y entrepose aussi des vivres et des munitions. En avril 1704, 700 à 800 soldats royaux envahissent Euzet dans le but de l'arrêter ainsi que ses hommes et brûlent le village en le quittant.

### Époque contemporaine
Euzet-les-Bains connaît sa période de célébrité au XIXe siècle avec le développement de la station thermale dont le docteur Perrier est directeur de 1875 à sa mort, en 1912. C'est ce même docteur Perrier qui acquiert les sources des Bouillens à Vergèze pour en faire l'eau Perrier, mondialement connue.

## Politique et administration

### Rattachements électoraux
Pour l'élection des députés, elle fait partie de la quatrième circonscription du Gard.

### Liste des maires
| Période | Période  | Identité         | Étiquette | Qualité                                                       |
| ------- | -------- | ---------------- | --------- | ------------------------------------------------------------- |
| 1971    | 1977     | Gilbert Noguier  |           |                                                               |
| 1977    | 1989     | Jacques Ozil     | PS        |                                                               |
| 1989    | 2001     | Christian Burglé | UDF-CDS   | Député suppléant de la 5e circonscription du Gard (1993-1997) |
| 2001    | 2010     | Michel Chevrolat | DVD       | Décédé en cours de mandat                                     |
| 2010    | En cours | Cyril Ozil       | DVD       | Agent Immobilier                                              |

## Population et société

### Démographie
L'évolution du nombre d'habitants est connue à travers les recensements de la population effectués dans la commune depuis 1793. Pour les communes de moins de 10 000 habitants, une enquête de recensement portant sur toute la population est réalisée tous les cinq ans, les populations de référence des années intermédiaires étant quant à elles estimées par interpolation ou extrapolation. Pour la commune, le premier recensement exhaustif entrant dans le cadre du nouveau dispositif a été réalisé en 2008.

En 2022, la commune comptait 491 habitants, en évolution de +14,72 % par rapport à 2016 (Gard : +2,97 %, France hors Mayotte : +2,11 %).
| 1793 | 1800 | 1806 | 1821 | 1831 | 1836 | 1841 | 1846 | 1851 |
| ---- | ---- | ---- | ---- | ---- | ---- | ---- | ---- | ---- |
| 259  | 227  | 262  | 284  | 340  | 350  | 339  | 347  | 357  |

| 1856 | 1861 | 1866 | 1872 | 1876 | 1881 | 1886 | 1891 | 1896 |
| ---- | ---- | ---- | ---- | ---- | ---- | ---- | ---- | ---- |
| 343  | 326  | 303  | 298  | 308  | 447  | 324  | 306  | 307  |

| 1901 | 1906 | 1911 | 1921 | 1926 | 1931 | 1936 | 1946 | 1954 |
| ---- | ---- | ---- | ---- | ---- | ---- | ---- | ---- | ---- |
| 282  | 293  | 284  | 190  | 226  | 251  | 203  | 186  | 208  |

| 1962 | 1968 | 1975 | 1982 | 1990 | 1999 | 2006 | 2008 | 2013 |
| ---- | ---- | ---- | ---- | ---- | ---- | ---- | ---- | ---- |
| 207  | 201  | 199  | 213  | 268  | 271  | 360  | 386  | 405  |

| 2018 | 2022 | - | - | - | - | - | - | - |
| ---- | ---- | - | - | - | - | - | - | - |
| 449  | 491  | - | - | - | - | - | - | - |

### Cultes
Euzet possède deux lieux de culte : 
- culte catholique : l'église Saint-Martin incendiée en 1703, restaurée au XIXe siècle
- culte protestant : Église protestante unie de France.

## Économie

### Revenus
En 2018  (données Insee publiées en septembre 2021), la commune compte 192 ménages fiscaux, regroupant 450 personnes. La médiane du revenu disponible par unité de consommation est de 19 900 € (20 020 € dans le département).

### Emploi
|                | 2008   | 2013   | 2018 |
| -------------- | ------ | ------ | ---- |
| Commune        | 9,5 %  | 10,1 % | 10 % |
| Département    | 10,6 % | 12 %   | 12 % |
| France entière | 8,3 %  | 10 %   | 10 % |

En 2018, la population âgée de 15 à 64 ans s'élève à 260 personnes, parmi lesquelles on compte 73,8 % d'actifs (63,8 % ayant un emploi et 10 % de chômeurs) et 26,2 % d'inactifs,. Depuis 2008, le taux de chômage communal (au sens du recensement) des 15-64 ans est inférieur à celui du département, mais supérieur à celui de la France.
La commune fait partie de la couronne de l'aire d'attraction de Nîmes, du fait qu'au moins 15 % des actifs travaillent dans le pôle,. Elle compte 52 emplois en 2018, contre 53 en 2013 et 62 en 2008. Le nombre d'actifs ayant un emploi résidant dans la commune est de 169, soit un indicateur de concentration d'emploi de 30,7 % et un taux d'activité parmi les 15 ans ou plus de 52,7 %.
Sur ces 169 actifs de 15 ans ou plus ayant un emploi, 29 travaillent dans la commune, soit 17 % des habitants. Pour se rendre au travail, 93,5 % des habitants utilisent un véhicule personnel ou de fonction à quatre roues, 0,6 % les transports en commun, 3 % s'y rendent en deux-roues, à vélo ou à pied et 3 % n'ont pas besoin de transport (travail au domicile).

### Activités hors agriculture

#### Secteurs d'activités
39 établissements sont implantés  à Euzet au 31 décembre 2019. Le tableau ci-dessous en détaille le nombre par secteur d'activité et compare les ratios avec ceux du département,.
| Secteur d'activité                                                                                        | Commune | Commune | Département |
| Secteur d'activité                                                                                        | Nombre  | %       | %           |
| --- | ------- | ------- | ----------- |
| Ensemble                                                                                                  | 39      |         |             |
| Industrie manufacturière, industries extractives et autres                                                | 3       | 7,7 %   | (7,9 %)     |
| Construction                                                                                              | 10      | 25,6 %  | (15,5 %)    |
| Commerce de gros et de détail, transports, hébergement et restauration                                    | 10      | 25,6 %  | (30 %)      |
| Information et communication                                                                              | 1       | 2,6 %   | (2,2 %)     |
| Activités immobilières                                                                                    | 2       | 5,1 %   | (4,1 %)     |
| Activités spécialisées, scientifiques et techniques et activités de services administratifs et de soutien | 7       | 17,9 %  | (14,9 %)    |
| Administration publique, enseignement, santé humaine et action sociale                                    | 2       | 5,1 %   | (13,5 %)    |
| Autres activités de services                                                                              | 4       | 10,3 %  | (8,8 %)     |

Le secteur du commerce de gros et de détail, des transports, de l'hébergement et de la restauration est prépondérant sur la commune puisqu'il représente 25,6 % du nombre total d'établissements de la commune (10 sur les 39 entreprises implantées  à Euzet), contre 30 % au niveau départemental.

#### Entreprises et commerces
- Le domaine villa romaine, première safranière gardoise labellisée Sud de France.

### Agriculture
|               | 1988 | 2000 | 2010 | 2020 |
| ------------- | ---- | ---- | ---- | ---- |
| Exploitations | 15   | 12   | 11   | 4    |
| SAU (ha)      | 299  | 152  | 136  | 62   |

La commune est dans les Garrigues, une petite région agricole occupant le centre du département du Gard. En 2020, l'orientation technico-économique de l'agriculture  sur la commune est la culture de fruits ou d'autres cultures permanentes. Quatre exploitations agricoles ayant leur siège dans la commune sont dénombrées lors du recensement agricole de 2020 (15 en 1988). La superficie agricole utilisée est de 62 ha,,.

## Culture locale et patrimoine

### Édifices civils
- Gisements de mammifères fossiles, datant de l'ère tertiaire.
- La Muraillasse : oppidum datant de l'âge de fer.
- Silos.
- Ancien établissement thermal. La station hydrominérale d'Euzet-les-Bains.
- Monument aux morts 1914-1918 situé dans le cimetière communal. Construit entre 1921 et 1926, il rend hommage au neuf "Poilus" Morts pour la France. Un livre est sorti le 2 août 2015 sur ce sujet, écrit par le généalogiste et historien nîmois Grégory Viguié.

### Édifices religieux
- Église Saint-Martin d'Euzet.
- Temple protestant d'Euzet.

### Patrimoine environnemental
- Source Béchamp et Lavalette.
- Les grottes des Camisards ayant servi d'infirmerie et de magasin aux troupes de Jean Cavalier.

### Personnalités liées à la commune
- André Bernardy (1901-1986), historien et écrivain, un de ses ouvrages, Euzet, mon pays (31 juillet 1958), a pour sous-titre modeste : Contribution à l'Histoire de quelques villages de l'Uzège. Une rue d'Euzet immortalise son souvenir.
- Louis Eugène Perrier, médecin et directeur de la station thermale d'Euzet-les-Bains de 1875 à 1912.

## Héraldique
| Blason de Euzet | Blason  | De gueules, à un pal losangé d'argent et de gueules. |
| Blason de Euzet | Détails | Le statut officiel du blason reste à déterminer.     |